# Masacre de Wola
La masacre de Wola (en polaco: Rzeź Woli) tuvo lugar entre el 5 y el 8 de agosto de 1944 en el barrio de Wola en Varsovia y constituyó la mayor masacre puntual de la historia de Polonia. Según distintas fuentes entre 40 000 y 100 000 civiles y prisioneros de guerra polacos fueron asesinados por las tropas alemanas durante la represión del levantamiento de Varsovia. Los alemanes intentaron acabar rápidamente con el levantamiento mediante el uso del terror contra los habitantes de Varsovia, con el objetivo de ponerle final sin tener que recurrir a implicarse en combate urbano, antes de que constataran que el único efecto logrado fue el endurecer la resistencia.

## La masacre

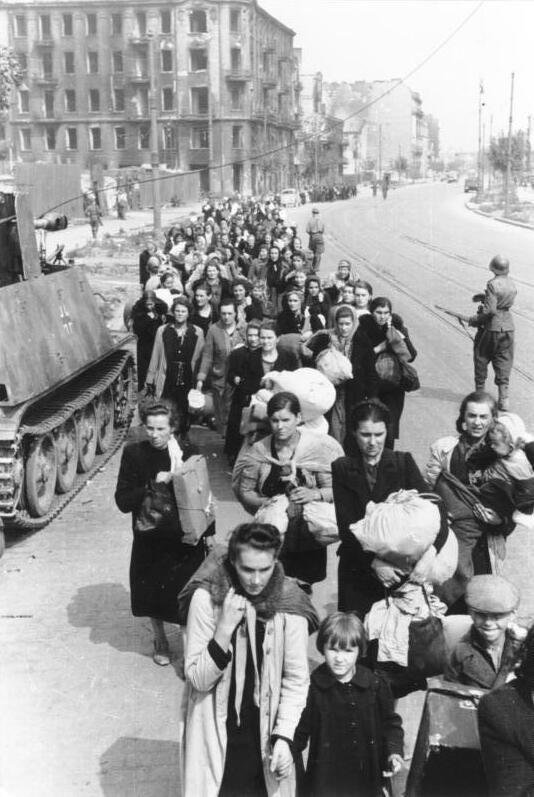
Una columna de mujeres polacas con niños dirigidas por tropas alemanas a lo largo de la calle Wolska a principios de agosto de 1944.

Las tropas alemanas, principalmente de unidades de la policía de seguridad (Sicherheitspolizei) y de unidades de castigo, como la brigada de las SS Dirlewanger, apresaron y ejecutaron indiscriminadamente a muchos habitantes del barrio de Wola, incluyendo ancianos, mujeres y niños, así como a los insurgentes hechos prisioneros. En las ejecuciones masivas fueron asesinados también los pacientes y el personal de los hospitales locales, algunos de los cuales fueron quemados vivos. El objetivo de esta política era acabar con la voluntad de lucha de los polacos y aplastar el levantamiento sin tener que recurrir a combatir en un entorno urbano.
El 5 de agosto los alemanes empezaron a avanzar divididos en tres grupos en dirección oeste a lo largo de las calles Wolska y Górczewska hacia la línea principal de comunicaciones de la Avenida de Jerusalén (Aleje Jerozolimskie en polaco). Fueron detenidos en su avance, pero los regimientos de Heinz Reinefarth y Oskar Dirlewanger empezaron a cumplir las órdenes recibidas de Himmler: tras la línea del frente grupos especiales de tropas de las SS y de la policía fueron casa por casa apresando y disparando a todos los habitantes. Tropas regulares del ejército alemán también tomaron parte en los asesinatos.
Martin Gilbert, describe los hechos en su libro La Segunda Guerra Mundial (vol. 2):

Para el 5 de agosto más de quince mil civiles polacos habían sido asesinados en Varsovia por los soldados alemanes. A las 5:30 de la tarde el general von dem Bach Zelewski dio la orden de detener las ejecuciones de mujeres y niños, pero los varones siguieron siendo asesinados sin que nadie se preocupara de averiguar si se trataba de insurgentes o no. Los cosacos y los convictos de Kaminski ignoraron la orden de Von dem Bach Zelewski: se abrieron camino a través de los suburbios de Wola y Ochota mediante la violación, el asesinato, la tortura y el fuego, matando en tres días de carnicería otros treinta mil civiles más, incluyendo cientos de pacientes en cada uno de los hospitales que encontraron en su camino.
Paralelamente, los batallones insurgentes polacos Zośka y Wacek lograron capturar las ruinas del Gueto de Varsovia y el campo de concentración. Dicha área se convirtió en el principal punto de enlace de las comunicaciones entre los insurgentes que luchaban en Wola y los que defendía la ciudad vieja de Varsovia. El 7 de agosto de 1944 los alemanes empezaron a recibir apoyo de carros de combate y empezaron a usar mujeres como escudos humanos Tras dos días de duros combates, los germanos consiguieron partir Wola en dos y llegar a la plaza Bankowy.
La matanza terminó cuando Hitler ordenó que los civiles capturados fueran enviados a campos de concentración o empleados como trabajadores forzados. El Verbrennungskommando, que estaba compuesto por hombres polacos, recuperó los cuerpos de la mayor parte de las víctimas y los incineró.

## Conclusión

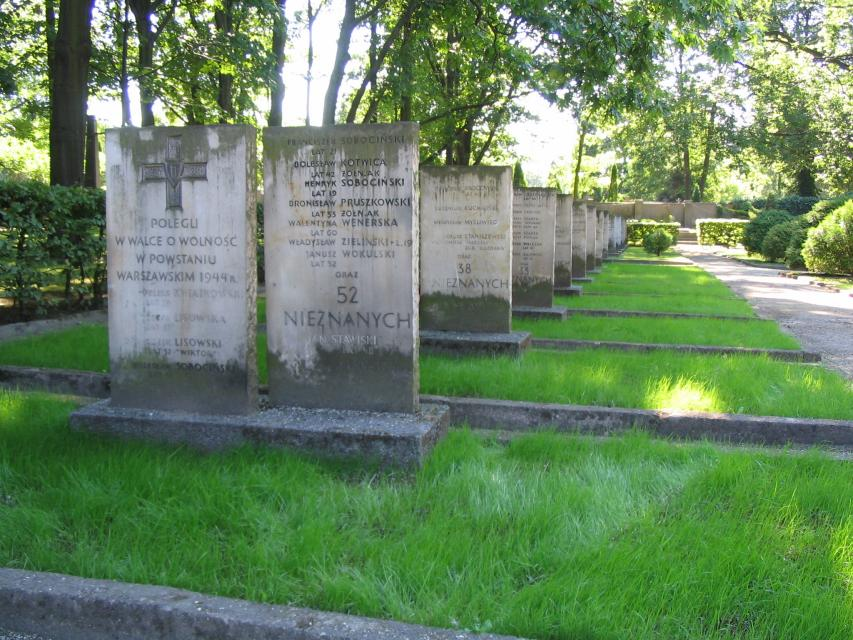
Fosas comunes de posguerra. Cada una de ellas contiene los restos de docenas de personas no identificadas, la mayor parte civiles, asesinadas en la masacre de Wola.

Los alemanes siguieron ejecutando en el acto a todos los insurgentes capturados hasta mediados de septiembre. Tras la llegada del Obergruppenführer Erich von dem Bach Zelewski a Varsovia el 7 de agosto, fue para él evidente que las atrocidades solo endurecían la resistencia y que dada la limitada cantidad de tropas a su disposición, debía encontrarse algún tipo de solución política. El objetivo era obtener una victoria aplastante que mostrara a los patriotas polacos que seguir combatiendo era inútil y hacerles rendirse.
Esto no tuvo un éxito inmediato, pero a partir de finales de septiembre algunos de los combatientes polacos capturados empezaron a ser tratados como prisioneros de guerra y se perdonó a los civiles. Finalmente los últimos barrios controlados por los insurgentes se rindieron el 2 de octubre de 1944.
Los principales artífices de las atrocidades cometidas en exceso fueron Heinz Reinefarth y Oskar Dirlewanger. Tras el fin de la guerra Dirlewanger fue capturado y torturado hasta la muerte por policías militares polacos, pero Reinefarth nunca fue juzgado ni imputado.